# Mariupol
Mariupol (w latach 1948–1989 Żdanow, ukr. Маріуполь, ros. Mариуполь) – miasto we wschodniej części Ukrainy, w obwodzie donieckim, położone nad Morzem Azowskim, nad Zatoką Taganroską, u ujścia Kalmiusu. Jest portem morskim i stolicą rejonu mariupolskiego. Na początku 2021 roku, z liczbą mieszkańców wynoszącą ponad 431 tys., Mariupol zajmował dziesiąte miejsce wśród najludniejszych ukraińskich miast. Od marca 2022 miasto-bohater Ukrainy. Od maja 2022 roku okupowane przez Rosję, a 30 września 2022 roku wraz z całym obwodem donieckim i trzema innymi obwodami przez nią nielegalnie anektowane.

## Historia

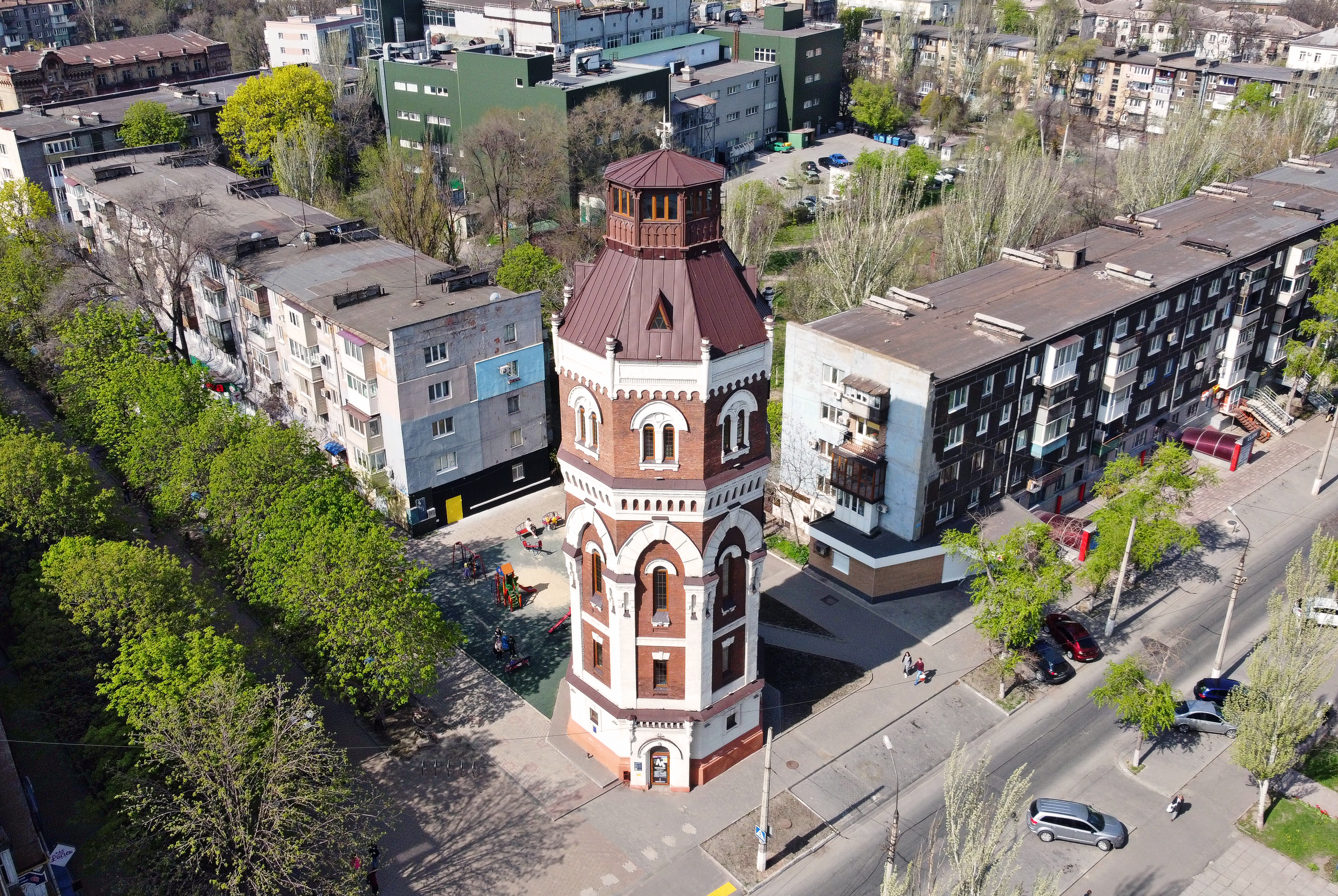
Wieża ciśnień z 1909 w starym mieście

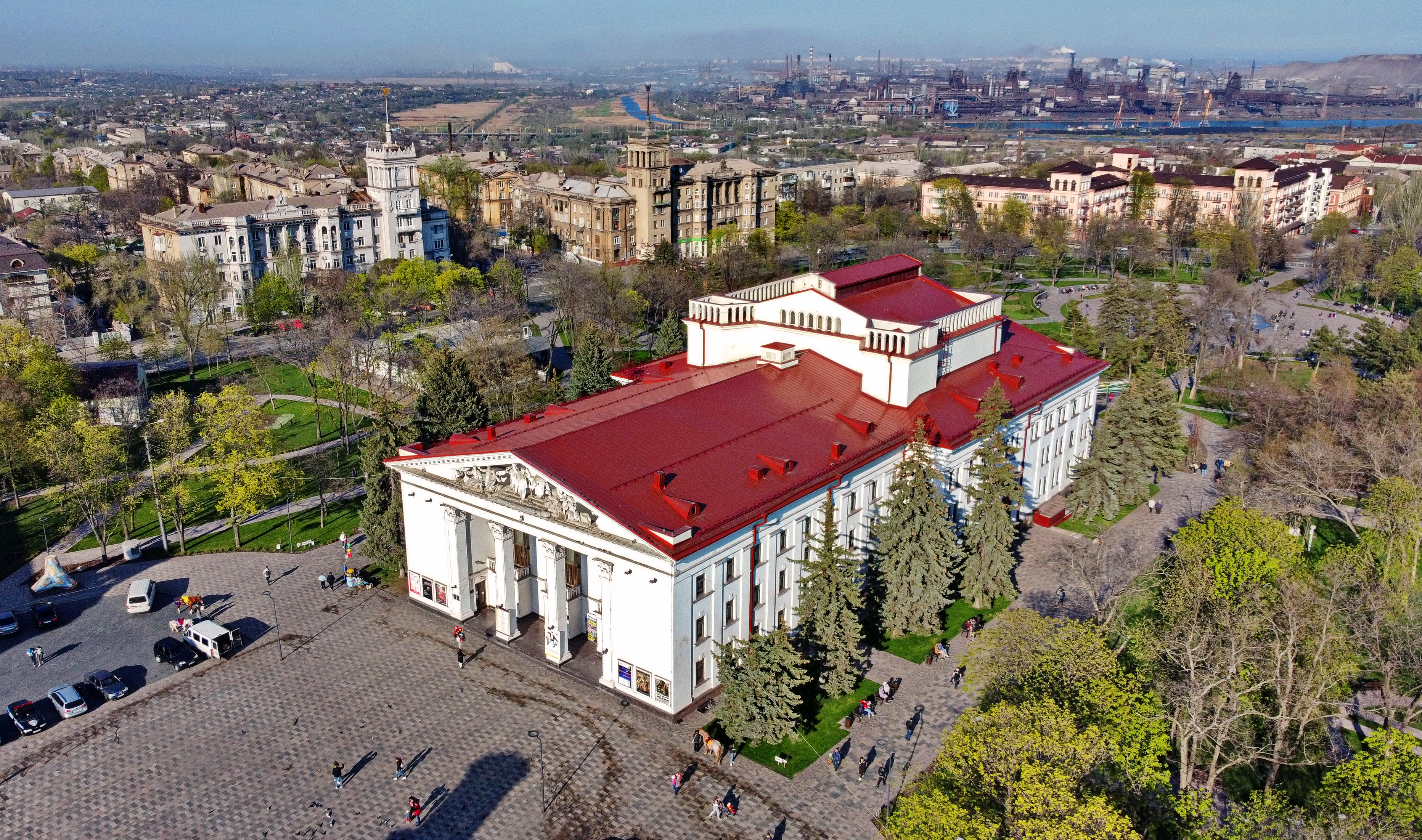
Teatr Dramatyczny (przed zniszczeniem 16.03.2022 przez Rosjan podczas inwazji na Ukrainę)

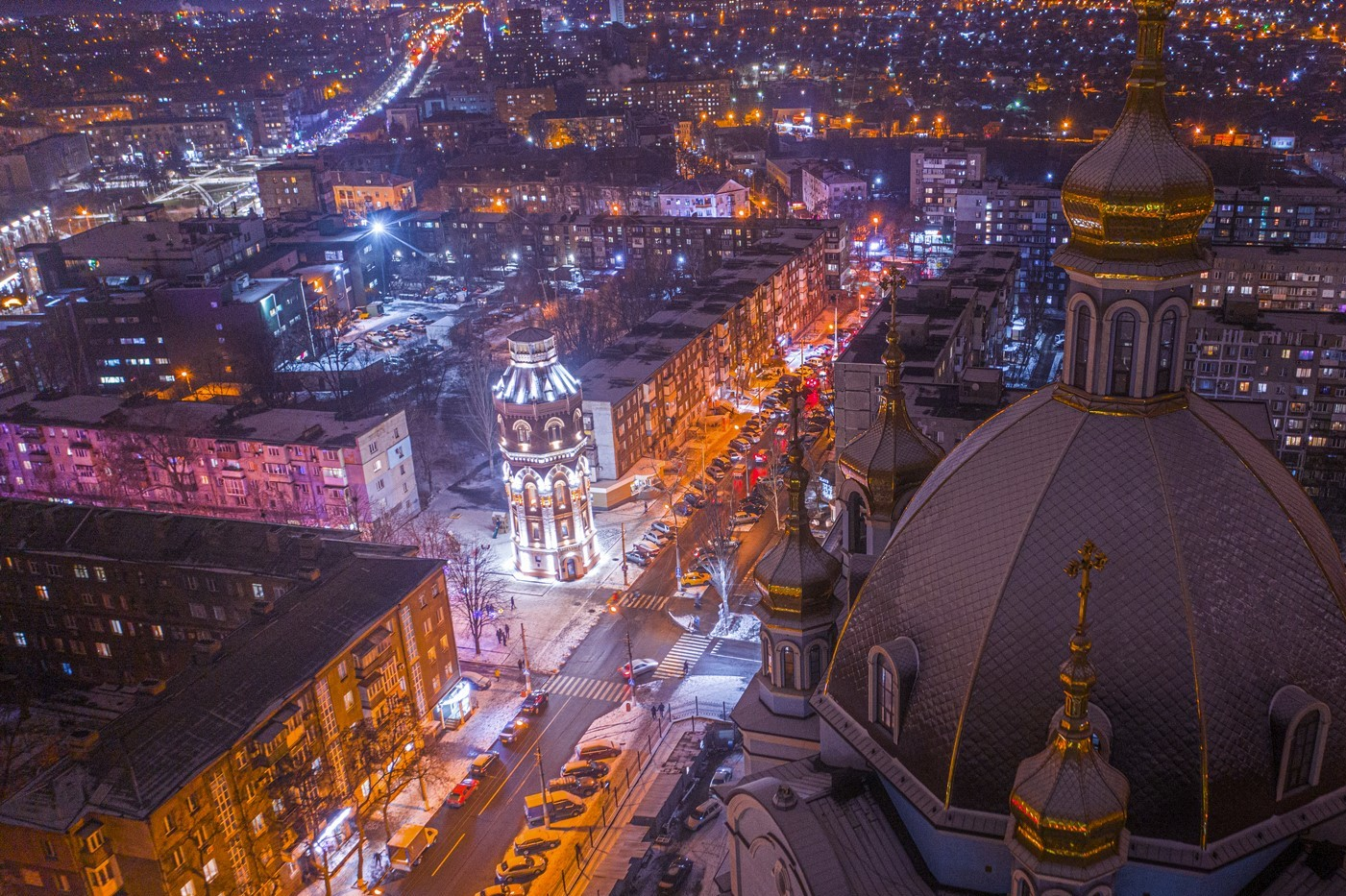
Mariupol (2020)

Miasto zostało założone w 1778 r. pod nazwą Pawłowsk, na miejscu ufortyfikowanego posterunku Kozaków zaporoskich z XVI wieku. W 1789 r. otrzymało prawa miejskie (jest najstarszym miastem w obwodzie donieckim).
Nazwa Mariupol pojawiła się w 1780 r., na cześć Marii Fiodorowny, żony późniejszego cara Rosji Pawła I.
Do Mariupola po wojnie rosyjsko-tureckiej, zakończonej w 1774 r., władze carskiej przesiedliły Greków z Krymu. Powstała tu też wspólnota rzymskokatolicka, składająca się głównie z włoskich kupców i żeglarzy, pływających po Morzu Azowskim.   
Od końca XVIII wieku miasto stało się znacznym ośrodkiem targowym, w 1809 r. otwarto port, a w 1882 wybudowano linię kolejową łączącą Mariupol z Donieckiem, co umożliwiło eksportowanie przez Mariupol donieckiego węgla. W latach 1886–1889 wybudowano nowy Mariupolski port handlowy, który stał się najważniejszym pod względem przeładunku towarów portem Imperium Rosyjskiego na południu po Odessie. Od końca XIX wieku rozwój przemysłu metalurgicznego.
W latach 1941–1943 okupacja niemiecka miasta. 20 października 1941 roku funkcjonariusze Sonderkommando 10a wywieźli z miasta około 8–9 tys. Żydów, których następnie zamordowali w pobliżu wsi Ahrobaza.
W latach 1948–1989 Mariupol nosił nazwę Żdanow, na cześć radzieckiego działacza partyjnego Andrieja Żdanowa, który się tam urodził.
W 2002 r. działalność w Mariupolu rozpoczęli ojcowie paulini, tworząc w miejsce zlikwidowanej przez bolszewików parafii rzymskokatolickiej sanktuarium Matki Bożej Częstochowskiej. W 2016 r. otworzyli kaplicę parafialną, którą poświęcił biskup charkowsko-zaporoski Stanisław Szyrokoradiuk Po inwazji Rosji na Ukrainę w 2022 r. musieli oni opuścić klasztor w Mariupolu, który został przekształcony w siedzibę władz separatystycznych. 

### Wojna rosyjsko-ukraińska

#### Wojna w Donbasie
W 2014 roku miasto przejściowo znajdowało się pod kontrolą tzw. prorosyjskich separatystów. W tym czasie (11 maja) odbyło się m.in. pseudoreferendum dotyczące statusu Donbasu. Wskazywano wówczas na liczne nieprawidłowości, jak np. otwarcie w Mariupolu zaledwie czterech lokali wyborczych przy 345 tys. uprawnionych do głosowania. W czerwcu tego samego roku, po starciach zbrojnych, wojska ukraińskie odzyskały kontrolę nad miastem.
24 stycznia 2015 na dzielnicę mieszkalną miasta spadły pociski z wyrzutni rakietowej typu Grad zabijając 30 osób cywilnych i raniąc prawie 100. Wydarzenie to było częścią ofensywy prowadzonej przez prorosyjskich rebeliantów w ramach wojny we wschodniej Ukrainie. Władze ukraińskie oraz OBWE potwierdziły, że ataku pociskami dokonano z terenów kontrolowanych przez władze samozwańczej Donieckiej Republiki Ludowej. Atak spotkał się z oburzeniem i słowami potępienia ze strony UE, NATO, OBWE i Stanów Zjednoczonych. Ponadto prezydent Ukrainy Petro Poroszenko uznał owo zdarzenie za zbrodnię podlegającą Międzynarodowemu Trybunałowi Karnemu w Hadze. Służba Bezpieczeństwa Ukrainy ujawniła do publicznej wiadomości swoje dane, wg których miasto zostało ostrzelane z systemów rakietowych Grad i moździerzy Tulipan, dostarczonych przez rosyjskich żołnierzy z baz wojskowych Południowego Okręgu Federacji Rosyjskiej, a rozkaz w tej sprawie wydał oficer rosyjski, który dowodził specjalnie utworzonym batalionem.

#### Pełnoskalowa inwazja Rosji na Ukrainę
Od lutego do maja 2022 roku miasto było oblegane przez rosyjskie siły zbrojne w związku z inwazją Rosji na Ukrainę i zostało w znacznym stopniu zniszczone. Działania te doprowadziły także do licznych ofiar wśród ludności cywilnej wobec niedotrzymania przez Rosjan warunków zawieszenia broni i utworzenia korytarzy humanitarnych. Zastępca mera Mariupola Serhij Orłow 17 marca 2022 roku stwierdził, że „80-90 procent miasta zostało zbombardowane. Nie ma ani jednego budynku bez uszkodzeń. Wszystkie są zniszczone lub uszkodzone”. W końcu marca 2022 r. w mieście nie było dostępu do bieżącej wody, prądu czy jedzenia. Eksperci międzynarodowi określali tę sytuację mianem katastrofy humanitarnej. 30 września 2022 roku Mariupol wraz z obwodem donieckim został bezprawnie  zaanektowany przez Federację Rosyjską.

## Demografia
Według danych z 2002 roku 48,7% mieszkańców stanowili Ukraińcy, 44,4% Rosjanie, a 4,3% Grecy, przy czym jednocześnie aż 89,64% mieszkańców jako języka ojczystego używało języka rosyjskiego, a tylko 9,92% ukraińskiego, zaś greckiego 0,20%. Według greckich źródeł Mariupol to największe na Ukrainie skupisko rosyjskojęzycznej diaspory greckiej. Ostrożność, dziedziczona po prześladowaniach okresu ZSRR, powstrzymuje część Greków przed deklaracją narodowości innej niż dwie główne. W roku 2014 wicepremier Grecji, Ewangelos Wenizelos, swą oficjalną wizytę w Kijowie poprzedził spotkaniem z diasporą Mariupola.
Historyczny skład narodowościowy miasta na podstawie oficjalnych danych rosyjskich, radzieckich i ukraińskich:
- 1897[23]

1. Rosjanie: 19 670 (63,22%)
2. Żydzi: 4710 (15,14%)
3. Ukraińcy: 3125 (10,04%)
4. Grecy: 1590 (5,11%)
5. Turcy: 922 (2,96%)
6. Niemcy: 248 (0,80%)
7. Tatarzy: 228 (0,73%)
8. Polacy: 218 (0,70%)

- 1939[24]

1. Ukraińcy: 109 718 (49,03%)
2. Rosjanie: 79 758 (35,64%)
3. Grecy: 15 921 (7,11%)
4. Żydzi: 10 444 (4,67%)
5. Białorusini: 2033 (0,91%)
6. Niemcy: 1773 (0,79%)

- 2002[25]

1. Ukraińcy: 248 683 (48,7%)
2. Rosjanie: 226 848 (44,4%)
3. Grecy: 21 923 (4,3%)
4. Białorusini: 3858 (0,8%)
5. Ormianie: 1205 (0,2%)
6. Żydzi: 1176 (0,2%)

## Gospodarka
W mieście rozwinął się przemysł maszynowy, chemiczny, materiałów budowlanych, spożywczy, stoczniowy oraz hutniczy.
W mieście znajdują się 2 duże kombinaty metalurgiczne: Mariupolski Kombinat Metalurgiczny imienia Illicza i „Azowstal”.
W mieście jest stacja kolejowa Mariupol.

## Oświata
W Mariupolu znajdują się 3 szkoły wyższe: Mariupolski Uniwersytet Humanistyczny, Nadazowski Państwowy Uniwersytet Techniczny oraz Azowski Instytut Transportu Morskiego.